# Regina Naunheim
Regina Naunheim est une rameuse suisse née le 2 mars 1984.

## Palmarès

### Championnats d'Europe d'aviron
- Championnats d'Europe d'aviron 2010 à Montemor-o-Velho,  Portugal
  -  Médaille de bronze en quatre de couple
- Championnats d'Europe d'aviron 2008 à Marathon,  Grèce
  -  Médaille de bronze en skiff